# Hendrik Reiher
Hendrik Reiher (Eisenhüttenstadt, RDA, 25 de enero de 1962) es un deportista alemán que compitió para la RDA en remo como timonel.
Participó en dos Juegos Olímpicos de Verano, obteniendo dos medallas, oro en Seúl 1988 y plata en Barcelona 1992, en la prueba de cuatro con timonel.
Ganó siete medallas en el Campeonato Mundial de Remo entre los años 1981 y 1990.

## Palmarés internacional
| Representando a la RDA   |                          |                   |                    |
| Juegos Olímpicos         |                          |                   |                    |
| Año                      | Lugar                    | Medalla           | Prueba             |
| 1988                     | Seúl (Corea del Sur)     | Medalla de oro    | Cuatro con timonel |
| Campeonato Mundial       |                          |                   |                    |
| Año                      | Lugar                    | Medalla           | Prueba             |
| 1981                     | Múnich (RFA)             | Medalla de plata  | Dos con timonel    |
| 1982                     | Lucerna (Suiza)          | Medalla de plata  | Dos con timonel    |
| 1983                     | Duisburgo (RFA)          | Medalla de plata  | Ocho con timonel   |
| 1985                     | Malinas (Bélgica)        | Medalla de bronce | Cuatro con timonel |
| 1986                     | Nottingham (Reino Unido) | Medalla de oro    | Cuatro con timonel |
| 1987                     | Copenhague (Dinamarca)   | Medalla de oro    | Cuatro con timonel |
| 1990                     | Tasmania (Australia)     | Medalla de oro    | Cuatro con timonel |
| Representando a Alemania |                          |                   |                    |
| Juegos Olímpicos         |                          |                   |                    |
| Año                      | Lugar                    | Medalla           | Prueba             |
| 1992                     | Barcelona (España)       | Medalla de plata  | Cuatro con timonel |